# Oameni de treabă
Oameni de treabă este un film românesc din 2022 încadrat în genul dramă-comedie neagră. Este al patrulea film de lung-metraj regizat de Paul Negoescu. Rolurile principale au fost interpretate de actorii Iulian Postelnicu și Anghel Damian. Filmul a fost turnat în 2021, în județul Botoșani.

## Rezumat
Ilie, un fost polițist de oraș, în vârstă de aproape 40 de ani, s-a mutat într-un sat de graniță din nordul României. El încearcă să-și găsească liniștea și rostul, visând să aibă o livadă proprie, și își umple timpul gestionând conflicte minore la barul local, ignorând în mare parte faptele îndoielnice ale primarului, precum și alte lucruri dubioase ce se întâmplă în sat. Însă, atunci când o crimă tulbură mersul lucrurilor, Ilie încearcă să devină ce nu a fost niciodată: justițiarul care arestează toți vinovații.

## Distribuție
- Iulian Postelnicu în rolul Ilie
- Anghel Damian în rolul Vali
- Vasile Muraru în rolul Primarul Constantin
- Crina Semciuc în rolul Cristina
- Daniel Busuioc în rolul Preotul
- Oana Tudor în rolul Mona
- Vitalie Bichir în rolul Cornel

## Lansare
Filmul a avut premiera cinematografică la 14 august 2022, la Festivalul Internațional de Film de la Sarajevo. Ulterior, filmul a intrat în cinematografele din România pe 25 noiembrie 2022.

## Premii
Pentru interpretarea sa, Iulian Postelnicu a primit mai multe premii - la Festivalul Internațional de Film de la Cottbus (Germania) și Festivalul Internațional al Filmului Francofon de la Namur (Belgia), unde filmul a fost răsplătit și cu Premiul special al Juriului.
Filmul a primit Marele Premiu „Golden Atlas" la Festivalul Internațional de Film de la Arras (Franța), Premiul pentru Cel mai bun regizor în cadrul Leskovački Internacionalni Festival Filmske Režije, Serbia (Wild Film selection) și Premiul special al Juriului la Festivalul Filmului Francofon de la Namur (Belgia).
La gala Premiilor Gopo 2023, filmul a avut zece nominalizări și a primit șase premii: Cel mai bun film, Cel mai bun actor în rol principal, Cea mai bună regie, Cel mai bun actor în rol secundar, Cel mai bun scenariu și Cel mai bun montaj.